# Vibrio vulnificus
Vibrio vulnificus ist eine Art gramnegativer, gekrümmter Stäbchen-Bakterien der Gattung Vibrio. Sie kommen in marinen Umgebungen wie Flussmündungen, Brackwasser-Tümpeln oder Küstengebieten vor. V. vulnificus ist eng verwandt mit V. cholerae, dem Auslöser der Cholera. Eine Infektion mit V. vulnificus führt zu sich rasch ausdehnender Cellulitis oder Sepsis.

## Vorkommen
Vibrio vulnificus kommt in küstennahen Meeresgewässern vor. Bei Wassertemperaturen über 20 Grad Celsius wird das Bakterium häufiger nachgewiesen.

## Klinische Merkmale
Vibrio vulnificus verursacht eine Infektion, die durch den Verzehr von Meeresfrüchten, insbesondere Austern, hervorgerufen werden kann. Die Bakterien können auch durch offene Wunden (dazu zählen auch frische, d. h. noch nicht vollständig verheilte Tätowierungen) beim Schwimmen oder Waten in verseuchten Gewässern in den Körper eindringen oder über Stichwunden durch Dornen von Fischen wie den Tilapia.
Zu den Symptomen gehören Erbrechen, Diarrhö, Leibschmerzen und eine Blasen werfende Dermatitis, die manchmal fälschlicherweise für Pemphigus vulgaris oder Pemphigus gehalten wird.
Bei Menschen mit geschwächtem Immunsystem wie chronischer Leberkrankheit kann sich ein mit Vibrio-Bakterien infizierter Schnitt rasch verschlimmern und auf den Blutkreislauf übergreifen. Schwere Symptome und Todesfälle können auftreten.

## Behandlung
Infektionen mit Vibrio vulnificus haben eine Letalität von etwa 25 %. Wenn die Infektion sich zu einer Sepsis entwickelt, steigt die Letalitätsrate auf bis zu 50 %, die meisten Todesfälle treten innerhalb der ersten 48 Stunden nach der Infektion auf. Die optimale Behandlung ist nicht bekannt, aber eine retrospektive Untersuchung von 93 Patienten in Taiwan ergab, dass die Anwendung eines Cephalosporins der dritten Generation in Kombination mit einem Tetracyclin (z. B. Ceftriaxon mit Doxycyclin) mit einem besseren Behandlungsergebnis in Verbindung steht. Prospektive klinische Studien müssen diesen Fund noch bestätigen, aber in-vitro-Daten stützen die Annahme, dass diese Kombination gegen Vibrio vulnificus synergistisch wirkt.
Vibrio vulnificus verursacht oft große, entstellende Geschwulste, die größere chirurgische Eingriffe (Debridement) oder sogar Amputationen erfordern.

## Prognose
Die schlechteste Prognose haben jene Patienten, die das Krankenhaus im Schockzustand erreichen. Die Gesamtletalität behandelter Patienten liegt bei 33 %.
Besonders anfällig sind Patienten mit Immundefekten (Krebs, Knochenmark-Unterdrückung, HIV, Diabetes usw.). In diesen Fällen gelangt V. vulnificus üblicherweise in den Blutkreislauf, wo es Fieber und Schüttelfrost oder sogar einen septischen Schock mit drastisch verringertem Blutdruck und blasenwerfenden Hautläsionen verursachen kann. Den Centers for Disease Control and Prevention zufolge stirbt etwa die Hälfte derjenigen, die sich eine Blutinfektion zugezogen haben.
Infektionen mit Vibrio vulnificus betreffen überdurchschnittlich häufig Männer; 85 % derjenigen, die einen Endotoxinschock durch die Bakterien erleiden, sind männlich. Frauen mit Ovarektomie haben erhöhte Sterblichkeitsraten, da Östrogen vermutlich schützend gegen V. vulnificus wirkt.